# آ چرالایگ
آ چرالایگ (انگلیسی: A' Chràlaig)
نام یک قله است که اسکاتلند کوهستانی واقع شده است. این قله برای نخستین بار توسط کوه‌نوردی به نام گلن شیل فتح شده است. بالارفتن از این کوه نسبتاً آسان است و نیاز به وسایل حرفه‌ای کوه‌پیمایی نیست.